# 清教徒 (オペラ)

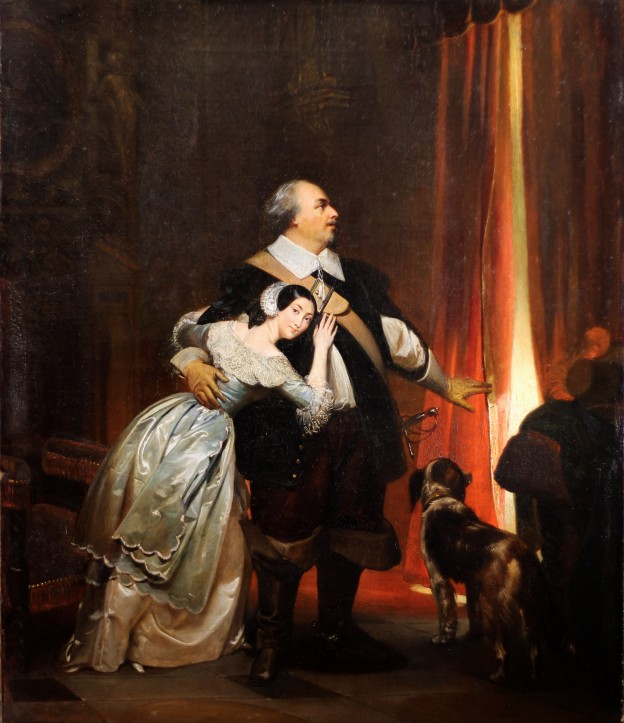
『清教徒』を演じるグリジとラブラーシュ

『清教徒』（せいきょうと、イタリア語: I Puritani）は、ヴィンチェンツォ・ベッリーニが作曲した最後のオペラ（全3幕）で、メロドランマ・セリオ と銘打たれている。1835年1月25日にパリのイタリア座で初演された。本作は清教徒革命に巻き込まれた男女の愛を描く、歌手とっては大変な難曲で、『ノルマ』、『夢遊病の女』と並ぶベッリーニの代表作である。

## 概要

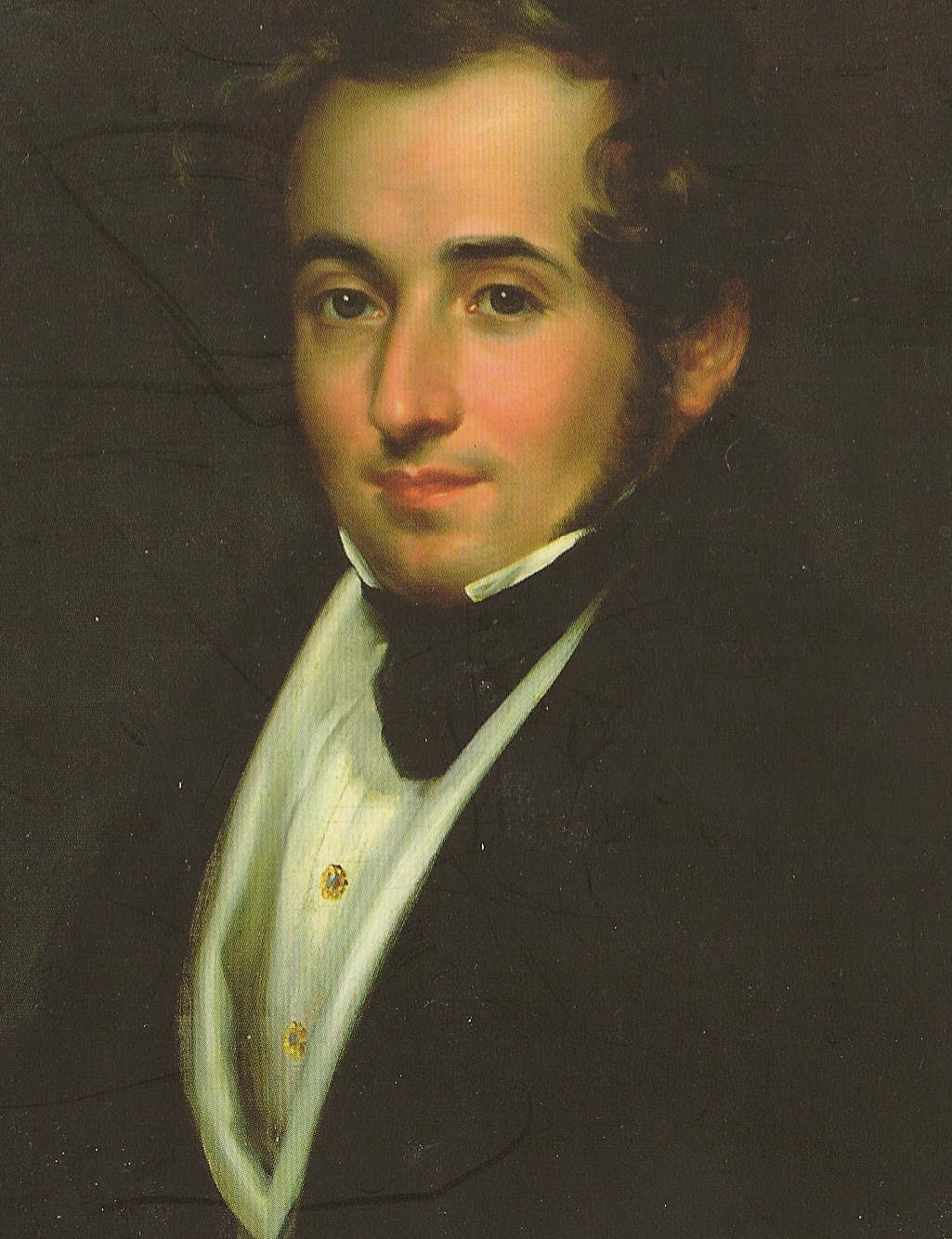
ベッリーニ

### 作曲の背景
1833年3月にヴェネツィアのフェニーチェ劇場で初演されたオペラ『テンダのベアトリーチェ』が不評に終わり、失望したベッリーニは同年の秋に、念願だったパリへ移住する。そこで巻き返しを期して作曲されたのが『清教徒』で、1834年にパリのイタリア・オペラを原語で上演する歌劇場であるイタリア座からの依頼を受けて作曲されたオペラであった。
ベッリーニはパリにやって来た当時フランス語が全く話せなかったばかりか、イタリア語も酷いシチリア訛りであった。だが、彼はフランス語を自在に操れる必要を感じていなかった。パリ滞在は新作オペラを華々しく成功させることだったからである。ベッリーニはロッシーニの支援を受けてイタリア座と契約したが、イタリア座での収入はイタリアで受けていた収入よりずっと多く、イタリア座という歌劇団自体が素晴らしいこと、そしてパリに留まりたいからであると考えていた。当時のパリには林立する歌劇場群の隆盛で欧州全土から注目を集めていたが、全編をフランス語で歌い通し、バレエを盛り込んだ大作を主とするパリ・オペラ座とより庶民的な題材を扱い台詞を入れて筋を分かり易くしたオペラ＝コミック座という二大歌劇場ではなく、イタリア座での新作発表を選んだベッリーニの意図が想像しやすい。

### 初演
1835年1月25日の初演の配役はエルヴィーラがジュリア・グリジ、アルトゥーロはルビーニ、リッカルドはタンブリーニ、ジョルジョがラブラーシュであった。この4人は〈清教徒クァルテット〉と呼ばれた。
初演は大成功を収め、作曲者ベッリーニにレジオンドヌール勲章をもたらし、彼の国際的な名声は一段と高まった。しかしながら、異国の地で病が再発しパリ近郊のプトーで闘病生活を強いられたそのあげく、初演のわずか8ヵ月後にベッリーニは33歳の若さで死去。結局『清教徒』が彼の遺した最後のオペラとなった。

### 初演後
本作は短期間のうちにヨーロッパ中に広まった。イタリアでは宗教上の検閲を避けるため、題名などが適宜変更されて上演された。英国初演は1835年  5月21日にキングズ・シアターでパリの初演時と同じ出演者によって上演された。アメリカ初演は1843年 4月17日にニューオリンズのアメリカン・シアターにて行われた。配役はコルシーニ、ベロッツィ、カルヴェット、ヴァルテリーナらであった。1883年にメトロポリタン歌劇場の杮落とし公演のシーズンに上演された。
日本初演は1989年2月1日に東京文化会館にて、藤原歌劇団によって行われた。配役はルチア・アリベルティ、アルド・ベルトロ、折江忠道、岡山広幸、指揮はカルロ・フランチ、演出はマリオ・コッラーディ、演奏は東京フィルハーモニー交響楽団、藤原歌劇団合唱部であった。

## リブレット

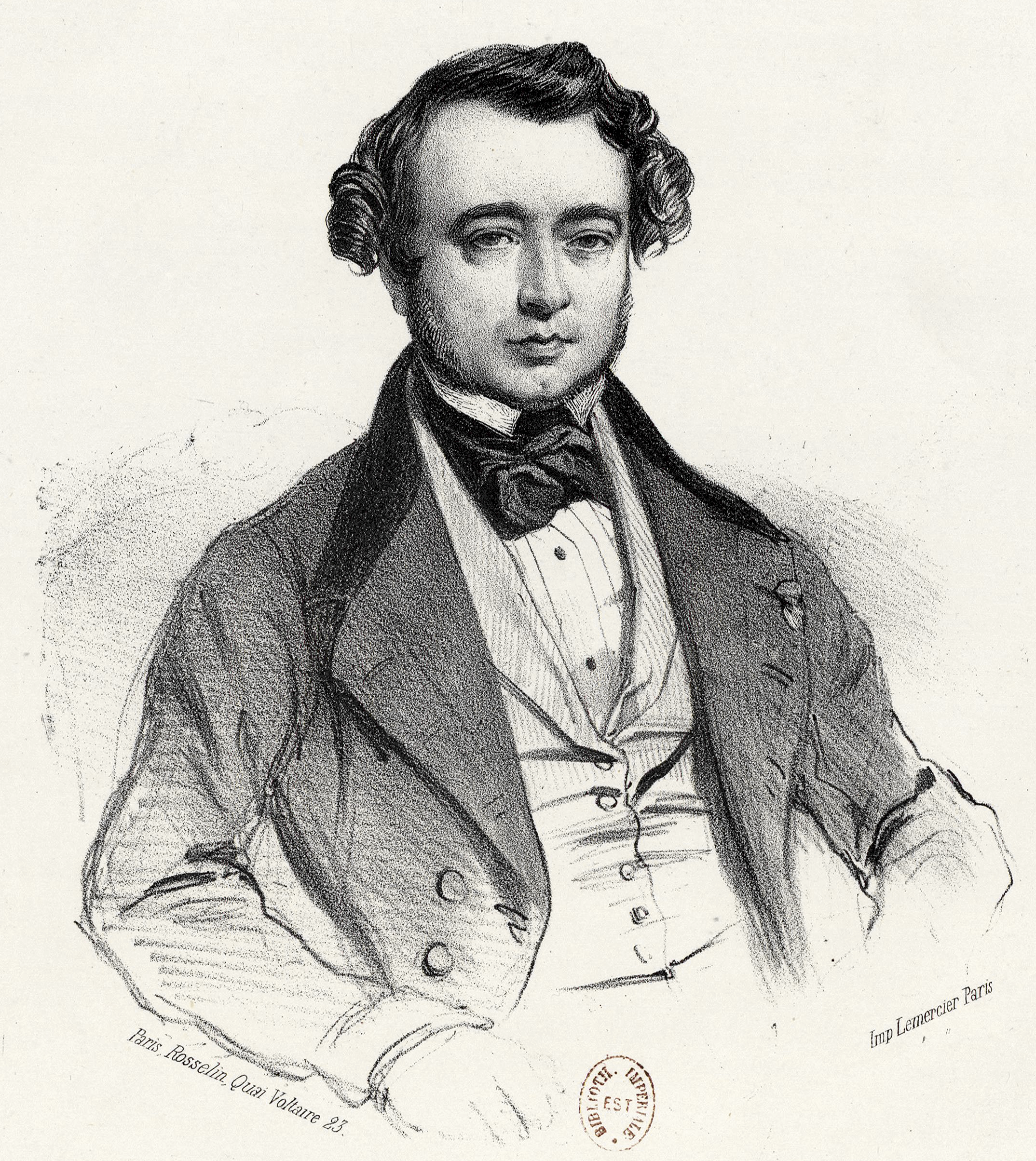
ジャック・アンスロー

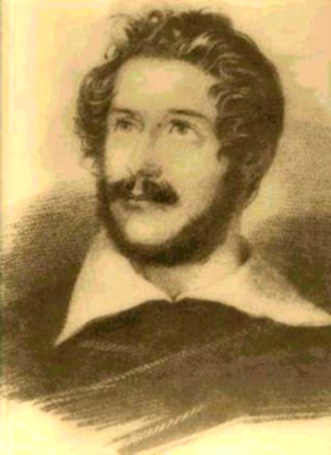
カルロ・ペーポリ

リブレットはカルロ・ペーポリによってイタリア語で作成されている。原作はジャック=アルセーヌ・フランソワ・アンスロー（Jacques-François Ancelot）とジョゼフ=グザヴィエ・ボニファス（Joseph-Xavier Boniface）の共著による戯曲『議会党派と王党派』（1833年、Têtes Rondes et Cavaliers）である。本作のタイトルはウォルター・スコットによる『墓守老人』（1816年、Old Mortality）にちなんで付けられたが、それ以外にこのオペラと小説とのつながりはない。台本作家フェリーチェ・ロマーニとは長らくコンビを組んだが、本作では、カルロ・ペーポリに代わっている。『テンダのベアトリーチェ』でロマーニの台本作成の遅延で、十分に作曲のための時間が取れなかったことが失敗の原因と見られ、これにより両者は決裂している。
なお、本作は当初2幕構成で進められたが、イタリア座の元支配人であったロッシーニの助言により3幕構成に改訂された。
清教徒とは16世紀後半に英国教会が成立した頃、カトリック教色を排して、より純粋に信仰を唱えた新興中産階級のことである。クロムウェルが率いるこの清教徒･議会派とステュアート朝の王党派とが対立していた時期が舞台となっている。
ベッリーニのこの最後のオペラはロマン主義潮流の最初の波の終焉を示すものである。ここでは、ウォルター・スコットお気に入りのレオパルディ風の詩的風土が、音楽様式とはまったく無関係である突飛なハッピーエンドに結合されているが、この種の結末はこれ以降、影を潜めてしまった。

## 音楽的特徴

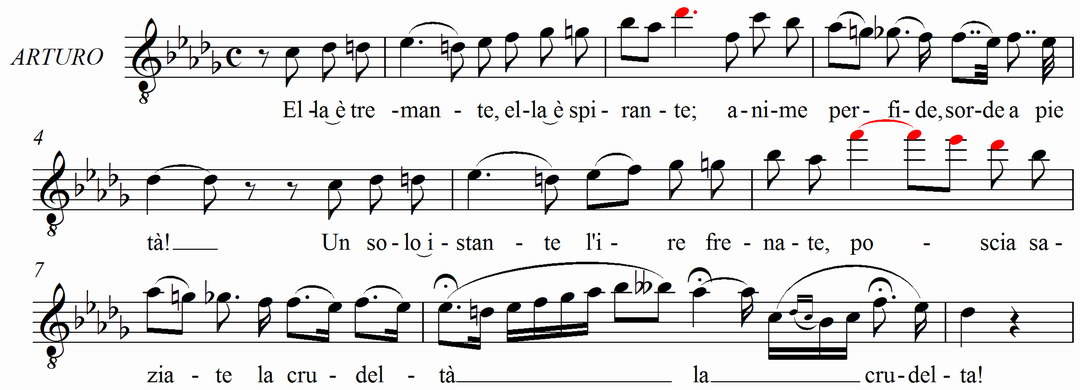
「信じて、哀れな人！」"Credeasi, misera"、第3幕からの抜粋。強調表示された音符（ハイC以上）は、テノールの運用レパートリーで最も厳しく要求されるものの1つであり、通常はファルセットまたは完全に移調して歌われる。

和声とオーケストレーションにおいて『清教徒』はベッリーニの最も洗練されたオペラである。これがパリの聴衆のために書かれたことの直接の結果であることは疑いない。主題の回想が非常に多いと言う点も、同じ理由に帰することができるだろう。と言うのも、この手法は当時のフランス・オペラに共通する特徴だからである。ベッリーニはまたゆったりとした時間のスケールを作り上げようとした。このことは拍をまたいだ遅い三連符がこれ見よがしに続く導入部にはっきりと見てとれる。この点においてベッリーニはワーグナーとも接点を持っていたと言える。エルヴィーラの役はロマン主義的狂気の極致を示すもので、病的な状態と言うよりも、か弱い女性の、一部は抒情的で、一部はヴィルトゥオーソ的な変容として構想されている。このような女性像はドニゼッティの『ランメルモールのルチア』に反響を見出すことになるであろう。
ベッリーニはある時は独立した部分に分けられた古典的構成を取り入れ、またある時は〈規則に縛られない〉巨大な構築を思わせる構成をとっている。後者の例である『清教徒』においては幾つかの場面区切れることなく展開されるのである。さらに、彼の見事な旋律は長い労苦の末に生み出された者であり、ドラマの感情内容をより良く声に託すためにベッリーニは和声とオーケストレーションを絶えず純化してその贅肉の一切を削ぎ落しているのである。
D・J・グラウトによれば「1830年代のイタリア・オペラで、ベッリーニはスタイルの純粋さ、しばしば悲歌的な憂いを含む比類のない優雅な旋律で、まったく独立した地位を占めている。彼はピアノにおけるショパンと同じくオペラにおける貴族主義者であった。ショパンに対するベッリーニの影響は実際によく指摘されている。二人は旋律的なスタイルが似ているだけでなく、時にはなかなかドラマティックな表現を発揮することや、正しく演奏するためには、技術的に優れた真の理解力のある解釈者を必要とする点でも共通している。この時代のイタリア・オペラを論じる際には、すべてが歌手に依存していることを忘れてはならない。作曲者はほとんどの場合、ある特定の歌手を念頭においてパートを書いた。さらに、ベッリーニの作品には、ロッシーニ、ドニゼッティの場合と同じく、しばしば合唱が現れる。特に、ベッリーニがグランド・オペラのスタイルとスケールに迫ろうと試みた『清教徒』では著しい。

## 楽曲
本作で最もよく知られているのは、第2幕のエルヴィーラの30分にもなろうという〈狂乱の場〉「ここであの方の優しい声が」であり、また、第3幕フィナーレの四重唱「彼女は震えて」に含まれるアルトゥーロのパートにはヴァリアンテではなく高いファが、且つ引っ掛けるだけではなく一拍半伸ばすよう楽譜に書かれている。実際、テノールがここをどう処理するか話題になる。リッカルドにも第1幕の美しい〈アリア〉「ああ永遠に君を失った」がジョルジョにも第2幕の流麗な〈ロマンツァ〉「解いた髪に花を飾り」が与えられている。本作にはベッリーニらしい息の長いフレーズのメロディが満載で、音楽的にも完成度の高い作品である。

## 楽器編成

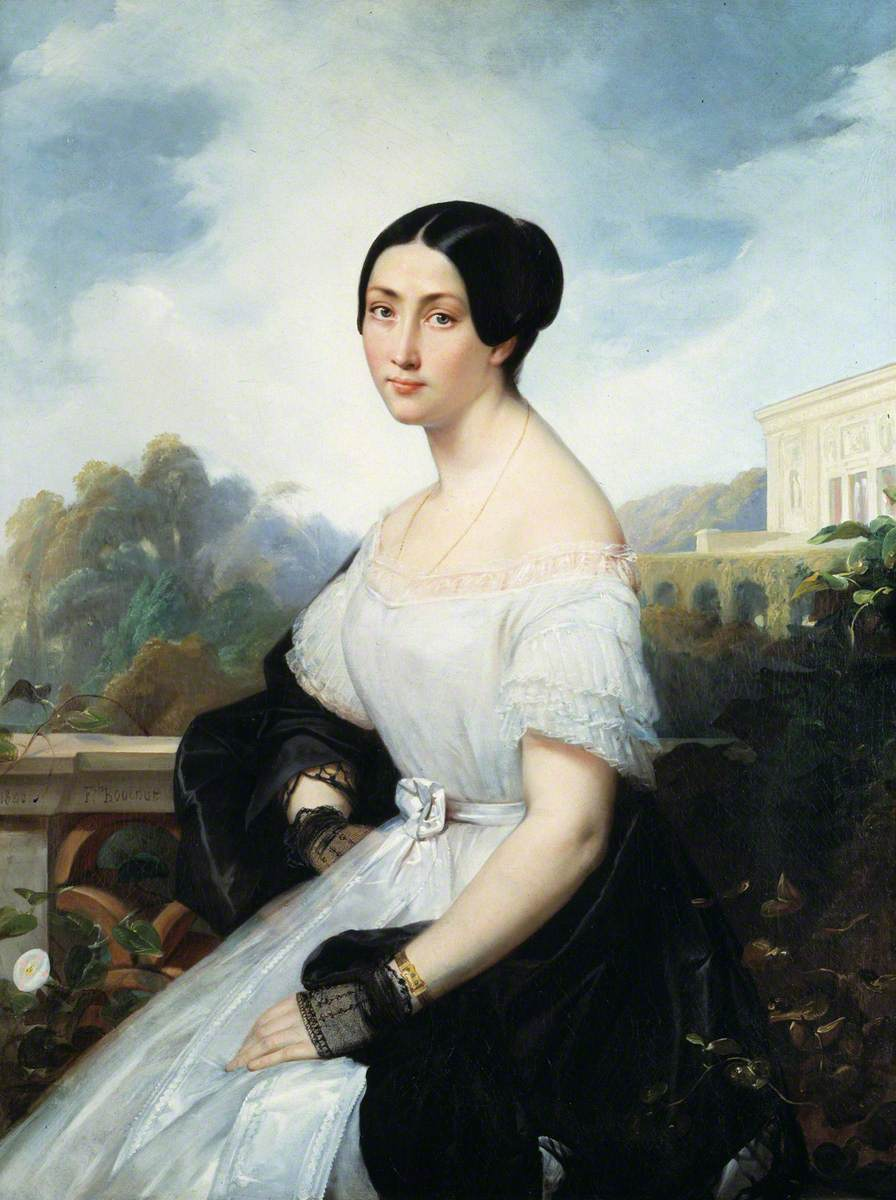
エルヴィーラを創唱したジュリア・グリジ

- 管楽器：フルート2、ピッコロ、オーボエ2、クラリネット2、ファゴット2
- 金管楽器：ホルン4、トランペット3、トロンボーン3、テューバ
- 打楽器：ティンパニ、大太鼓、シンバル 、トライアングル
- 弦五部 、ハープ

バンダ（舞台裏）
- ホルン4、大太鼓、鐘、オルガン（管楽器での代用可）、ハープ

## 演奏時間
第1幕：約70分、第2幕：約40分、第3幕：約40分、合計：約2時間30分

## 登場人物
| 人物名                                                     | 原語                                      | 声域         | 役                                                  | 初演時のキャスト                     |
| ---------------------------------------------------------- | ----------------------------------------- | ------------ | --------------------------------------------------- | ------------------------------------ |
| エルヴィーラ                                               | Elvira                                    | ソプラノ     | ヴァルトン卿の娘                                    | ジュリア・グリジ                     |
| アルトゥーロ・タルボ卿                                     | Lord Arturo Talbo                         | テノール     | ステュアート朝王家に仕える騎士 エルヴィーラの婚約者 | ジョヴァンニ・バッティスタ・ルビーニ |
| リッカルド・フォルト卿                                     | Sir Riccardo Forth                        | バリトン     | 大佐、アルトゥーロの恋敵                            | アントニオ・タンブリーニ             |
| ジョルジョ・ヴァルトン卿                                   | Sir Giorgio Valton                        | バス         | エルヴィーラの伯父、退役大佐                        | ルイージ・ラブラーシュ               |
| グァルティエーロ・ヴァルトン卿                             | Lord Gualtiero Valton                     | バス         | イギリスの貴族、清教徒                              | ルイージ・プロフェーティ             |
| ブルーノ・ロベルトン卿                                     | Sir Bruno Roberton                        | テノール     | 士官、リッカルドの親友                              | マリアーノ                           |
| フランスのエンリケッタ                                     | Enrichetta di Francia （Henrietta Maria） | メゾソプラノ | イングランド王 チャールズ1世の未亡人                | マリア・アミーゴ                     |
| 合唱：清教徒、領主たち、兵士、民衆、付人、使用人、伝令など |                                           |              |                                                     |                                      |

## あらすじ
時と場所：17世紀の清教徒革命のさなかにあるイングランド
- なお、リコルディ社のヴォーカル・スコアでは通常の幕（Atto）ではなく、部（Parte）と記載されている[20][注釈 5] 。

### 背景
清教徒革命で チャールズ1世は処刑され、クロムウェルに率いられた清教徒軍により、全土が制圧されようとしている。清教徒は勝利を予感している。

### 第1幕
第1場
クロムウェル率いる清教徒軍の要塞の中庭

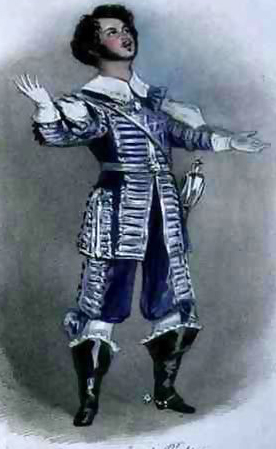
アルトゥーロを創唱したルビーニ

序曲はなく、導入部でオペラの最後に用いられるいくつかの主題が奏でられる。鐘の音が朝を告げると、讃美歌がオルガンで奏でられる。議会派の歩哨たちの合唱により王党派撲滅の気概が示される。人々が去った後、議会派のリッカルドは友人のブルーノに、エルヴィーラのへの思いを語る。リッカルドは、帰還後に議会派の司令官の娘・エルヴィーラとの結婚をエルヴィーラの父グアルティエーロと約束して、王党派との戦いに向かった。しかし、戦いが終わってリッカルドが帰国すると、エルヴィーラは伯父ジョルジョの計らいにより、王党派の騎士アルトゥーロと愛し合い、結婚式を目前に控えていることを知り、結婚出来ないと嘆く。リッカルドは〈アリア〉「ああ、永遠にお前を失ってしまった」（Ah! Per sempre io ti perdei ）で、その悲しみを歌い、婚約者を奪ったアルトゥーロに対する憎悪を募らせる。
第2場
城内のエルヴィーラの部屋
リッカルドと結婚させられることを心配するエルヴィーラは悲嘆に暮れている。エルヴィーラは彼女の父と同様に信頼する叔父のジョルジョに、自分は結婚などしたくないと訴える。ジョルジョは結婚相手がお前の愛するアルトゥーロでもかと問う〈二重唱〉「ご存じのはず、私の心には炎が燃え」（Sai com'arde in petto mio）。ジョルジョは父のヴァルトンを説得してアルトゥーロとの結婚の許可を得たと話す。喜ぶエルヴィーラだが、そう簡単には信じられない様子である。すると、遠くから角笛が聞こえ、アルトゥーロの到着を告げるので、エルヴィーラは喜び浸り、ジョルジョとの〈二重唱〉「愛しい方のお名前が」（A quel nome, al mio contento）となる。
第3場
城内の武器の置かれた広間

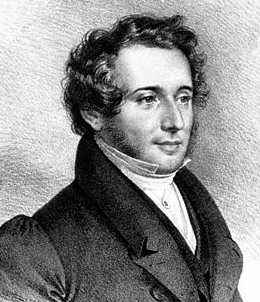
リッカルドを創唱したタンブリーニ

一同が賑やかに会し、アルトゥーロをエルヴィーラの花婿として歓迎し合唱する。アルトゥーロは婚礼の白いヴェールや贈り物を持って堂々と入場する。アルトゥーロは喜びをこめて〈カヴァティーナ〉「いとしい乙女よ、あなたに愛を」（A te, o cara, amor talora）を歌う。これはエルヴィーラ、ジョルジョ、ヴァルトン、そして合唱へと受け継がれ四重唱となる。そこに高貴な一人の女性が入って来る。ヴァルトンは私には王党派の密偵と疑われているこの婦人を英国議会まで護送する役目があって、お前たちの結婚式に参列することはできない、聖堂までの通行証はここにあると言って、通行証をアルトゥーロに渡す。ヴァルトンは若い二人を祝福してエルヴィーラに婚礼衣装に着替えるように言って、場を立ち去る。ジョルジョとエルヴィーラは控室に移動する。王党派であるアルトゥーロは複雑な心境になる。アルトゥーロは集まった人々の中に気高い夫人を見つける。この女性こそ、先に清教徒軍により処刑されたチャールズ1世の王妃エンリケッタで、議会に招集され、城に幽閉されていたのである。続いてエルヴィーラが花嫁のヴェールを被って戻って来て、華麗な〈ポロネーズ〉「私は愛らしい乙女」（Son vergin vezzosa）を歌って一旦退出する。王妃の身の危険を感じたアルトゥーロは王党派の一員として王妃を逃そう思い、エルヴィーラのヴェールを王妃に被せて脱出を図る。そこにリッカルドが剣を持って現れ、アルトゥーロに決闘を迫る。止めに入った王妃のヴェールが外れ、エルヴィーラではなくエンリケッタであることが判ったリッカルドは、エルヴィーラを自分のものにできると考えて、二人が城壁の外に出るまでは騒ぎ立てないと約束し、彼らをそのまま逃がしてしまう。アルトゥーロは、エルヴィーラとの結婚式を目前に控えたまま、王妃の命を守るために王妃を連れて一緒に逃亡する（ここでは、逃避行の模様を人々が目撃する情景がドラマティックに描かれる。落ち延びる二人の姿を三拍子の騎馬のリズムが表し、人々が騒ぐ声に被さるエルヴィーラの悲鳴が3点ハ音に達してゆく様子が壮絶。途中で打ち鳴らされる鐘の音も興奮を煽る材料として機能する）。エルヴィーラはアルトゥーロが別の女性を連れて逃げたと聞いたエルヴィーラは恋人に裏切られたと発狂する。直後に、エルヴィーラはアルトゥーロが自分のもとに戻って来たと錯覚し「おお、教会に参りましょう」（O! viene al tempio）と歌い出し、有名なヘ長調のコンチェルタートとなる（作曲者の抒情性が最大限に発揮されるこの情景では段々と下降して行くエルヴィーラのフレーズが「何故こんなことになってしまったの？」という自問自答を象徴するかのようであり、ソプラノの高度なレガート唱法と豊かな中音域のもとで、純粋な音楽美とドラマとが融合する）。ジョルジョ、リッカルドその他の清教徒はエルヴィーラへの同情とアルトゥーロへの憎悪を表す。

### 第2幕
城内の一室
廃人のように発狂したままのエルヴィーラを同情する兵士の合唱「ああ、おいたわしい」（Ah! dolor!）で始まる。ジョルジョが現れ〈ロマンツァ〉「解いた髪に花を飾り」（Cinta di fiori e col bel crin disciolto）で、アルトゥーロを求めているエルヴィーラの様子を歌う。アルトゥーロを憎むリッカルドが現れ、アルトゥーロが議会で断罪され、死刑の判決を受けたと語る。続いてエルヴィーラが登場。＜狂乱の場＞「あなたの優しい声が」（Qui la voce sua soave）で、アルトゥーロに裏切られた気持ちを切々と訴える。エルヴィーラが去った後、ジョルジョはリッカルドに、彼女を救うことが出来るのはお前だけだと説得し、恋敵を憎むのは分かるが、アルトゥーロとエンリケッタの逃亡を黙認したことを暗に非難する〈二重唱〉「君は恋敵を救わなければならない」（Il rival salvar tu dêi）。実際エルヴィーラはそれが原因で狂乱してしまった。ジョルジョとリッカルドは〈二重唱〉「ラッパの響きが聞こえ」（Suoni la tromba）で、「自由を！」（libertà!）と叫び、祖国のために戦うことを誓う。

### 第3幕
要塞の近くの木立の庭園

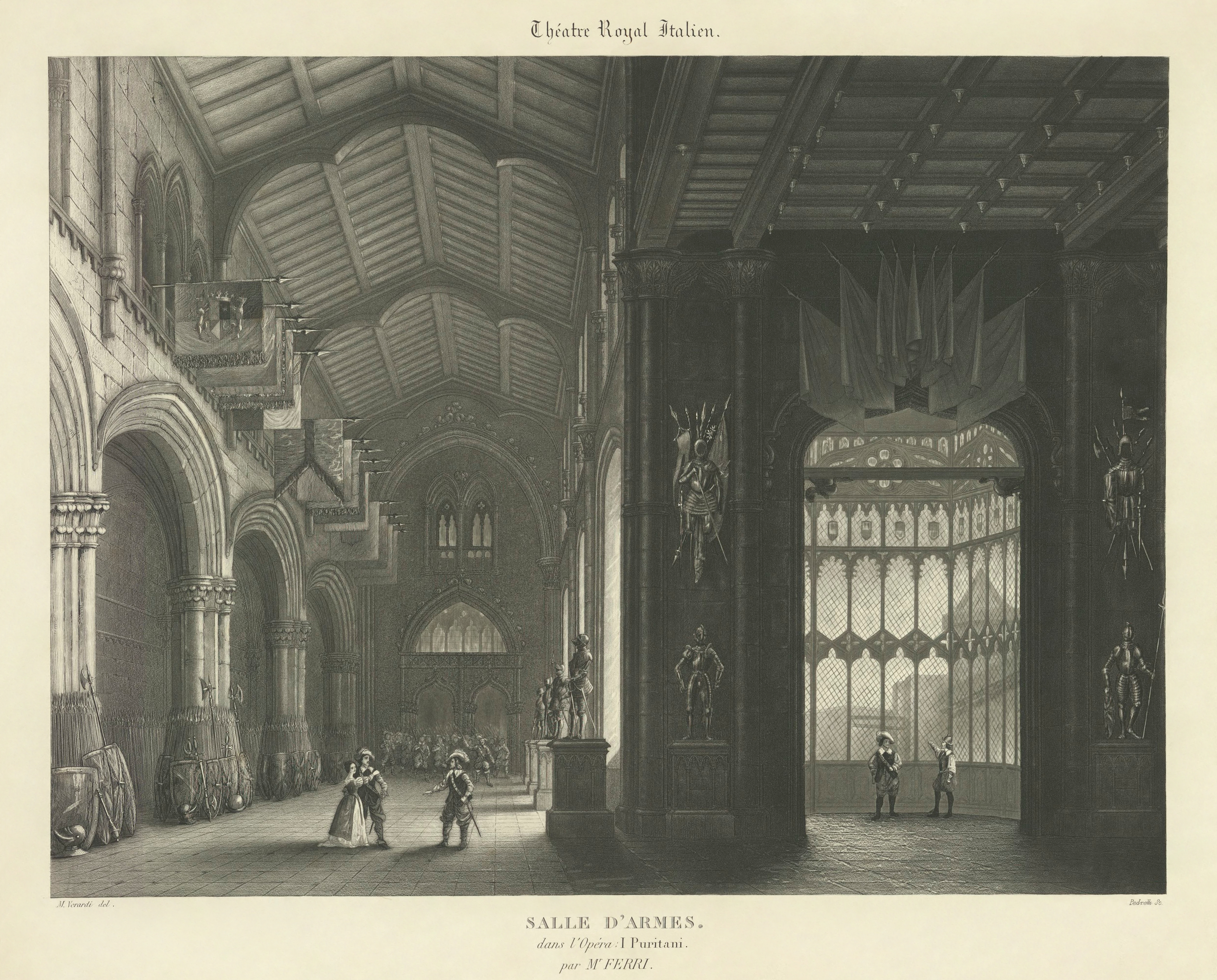
第3幕の初演時のセット

オーケストラにより吹き荒れる嵐が描写され、エンリケッタ王妃を何とか無事に逃したアルトゥーロはイングランドを離れようとするが、一目エルヴィーラに会いたいという想いが断ち切れずやって来る。そこへ狂乱のエルヴィーラが現れ、〈ロマンス〉「泉のほとりで一人寂しく」（A una fonte afflitto e solo）を歌うのを聞く。これはかつてアルトゥーロがエルヴィーラに教えた歌だった。アルトゥーロ周囲を見渡すが、エルヴィーラの姿は見当たらない。アルトゥーロはエルヴィーラを想い「祖国を追われた者は死に物狂いで谷を走る」（Corre a valle）を歌う。そこに追手がやって来るので、アルトゥーロは身を潜める。追手が遠ざかると、アルトゥーロは歌い始める。彼の声に引き寄せられて、エルヴィーラがやって来る。アルトゥーロはエルヴィーラの前で跪いて赦しを乞うと彼女は歓喜し、正気を取り戻して〈二重唱〉「君の足元に、エルヴィーラよ！赦しておくれ」（A' piedi tuoi）を歌う。エルヴィーラはアルトゥーロが姿を消していた3カ月間は3世紀のように長かったと言う。アルトゥーロは一緒に逃げた女が実は王妃エンリケッタであったと事情を説明する。エルヴィーラは誤解が解け正気を取り戻し、〈二重唱〉「いつも君を思って、わたしの腕の中に」（Nel mirarti un solo istante）と歌い、再び熱烈に愛し合う。再び戦いの太鼓が打ち鳴らされると、エルヴィーラは再び動揺し、正気を失って助けを呼ぶ。リッカルド、ジョルジョと兵士たちが現れ、アルトゥーロは逮捕されて死刑を宣告されてしまう。エルヴィーラは死刑宣告を聞くと、ショックから正気に戻り、〈四重唱〉「恐ろしく忌まわしい声が」（Qual mai funereal Voce funesta）となる。清教徒たちがアルトゥーロを処刑せよと叫ぶ。エルヴィーラはアルトゥーロと共に運命を共にすると誓う〈四重唱〉「彼女は震えて、死にそうなのだ」（Ella è tremante, Ella è spirante）となる。刑が執行されようとする寸前、使者が現れ「ステュアート家が滅び共和国になった！」と告げる。アルトゥーロも赦免され、〈二重唱〉「天使のような方よ！私は感じる」（Ah! sento, o mio bell'angelo）と歌い、二人は結ばれ、人々に祝福され、幕を閉じる。

## 主な全曲録音・録画

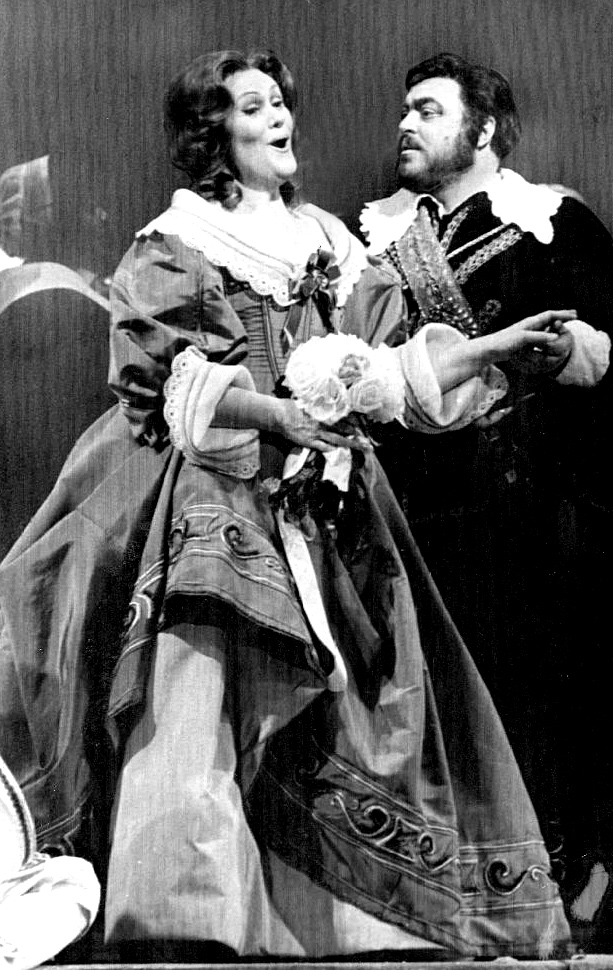
メトロポリタン歌劇場で『清教徒』を演じたサザーランドとパヴァロッティ（1976年）

| 年   | 配役 エルヴィーラ アルトゥーロ リッカルド ジョルジョ                                                        | 指揮者 管弦楽団 合唱団 | レーベル                                  |
| ---- | --- | --- | ----------------------------------------- |
| 1953 | マリア・カラス ジュゼッペ・ディ・ステファーノ ロランド・パネライ ニコラ・ロッシ＝レメーニ                   | トゥリオ・セラフィン ミラノ・スカラ座管弦楽団 ミラノ・スカラ座合唱団                                                                    | CD: EMI EAN:4988006727731                 |
| 1959 | アンナ・モッフォ ジャンニ・ライモンディ ウーゴ・サヴァレーゼ ラファエル・アリエ                             | マリオ・ロッシ RAI国立交響楽団管弦楽団 RAI合唱団                                                                                        | CD: Myto EAN:8014399501996                |
| 1963 | ジョーン・サザーランド ピエール・デュヴァル レナート・カペッキ エツィオ・フラジェッロ                       | リチャード・ボニング フィレンツェ五月音楽祭管弦楽団 フィレンツェ五月音楽祭合唱団                                                        | CD: DECCA EAN:0028944896923               |
| 1973 | ジョーン・サザーランド ルチアーノ・パヴァロッティ ピエロ・カプッチルリ ニコライ・ギャウロフ                 | リチャード・ボニング ロンドン交響楽団 ロイヤル・オペラ・ハウス合唱団                                                                    | CD: DECCA EAN:0028941758828               |
| 1979 | モンセラート・カバリェ アルフレード・クラウス マッテオ・マヌゲラ アゴスティーノ・フェリン                   | リッカルド・ムーティ フィルハーモニア管弦楽団 アンブロジアン・シンガーズ                                                                | CD: EMI EAN:0077776966328                 |
| 1986 | カーティア・リッチャレッリ クリス・メリット ファン・ルクエ・カルモーナ ロベルト・スカンディウッツィ         | ガブリエーレ・フェッロ シチリア交響楽団 ペトルツェッリ劇場合唱団                                                                        | CD: Fonit Cetra EAN:4943674028689         |
| 1989 | マリエッラ・デヴィーア ウィリアム・マテウッツィ クリストファー・ロバートソン パオロ・ワシントン             | リチャード・ボニング カターニア・マッシモ・ベッリーニ劇場管弦楽団 カターニア・マッシモ・ベッリーニ劇場合唱団                            | CD: Nuova Era EAN:4011222233028           |
| 2001 | エディタ・グルベローヴァ ホセ・ブロス カルロス・アルヴァレス シモン・オルフィラ                             | フリードリヒ・ハイダー バルセロナリセウ大劇場管弦楽団 リセウ大歌劇場管弦楽団 演出：アンドレイ・セルバン                                 | DVD: 日本コロムビア EAN:4988026824151     |
| 2006 | エディタ・グルベローヴァ ジャスティン・ラヴェンダー エットーレ・キム フランチェスコ・ダルテーニャ           | ファビオ・ルイージ ミュンヘン放送管弦楽団 バイエルン放送合唱団                                                                          | CD: Nightingale Records EAN:9004686705625 |
| 2007 | アンナ・ネトレプコ エリック・カトラー フランコ・ヴァッサッロ ジョン・レリエア                               | パトリック・サマーズ メトロポリタン歌劇場管弦楽団 メトロポリタン歌劇場合唱団およびバレエ団 演出：サンドロ・セキ                         | CD: DG EAN:4988031447413                  |
| 2009 | ニーノ・マチャイゼ ファン・ディエゴ・フローレス ガブリエーレ・ヴィヴィアーニ イルデブランド・ダルカンジェロ | ミケーレ・マリオッティ ボローニャ市立劇場 管弦楽団 ボローニャ市立劇場合唱団 演出：ピエルルイジ・ピエラッリ                              | CD: Decca EAN:0044007433515               |
| 2009 | マリオラ・カンタレーロ ジョン・オズボーン スコット・ヘンドリックス リッカルド・ザネッラート                 | ジュリアーノ・カレッラ ネーデルラント・フィルハーモニー管弦楽団 ネーデルラント・オペラ合唱団 演出：フランシスコ・ネグリン               | DVD: Opus Arte EAN:4945604604734          |
| 2016 | ディアナ・ダムラウ ハビエル・カマレーナ リュドヴィク・テジエ ニコラス・テステ                               | エヴェリーノ・ピド マドリッド王立劇場管弦楽団 マドリッド王立劇場合唱団 演出：エミリオ・サージ                                           | DVD: Bel Air EAN:4562240287390            |
| 2018 | アナ・ドゥルロフスキ ルネ・バルベーラ ガジム・ミシュケタ アダム・パルカ                                     | マンリオ・ベンツィ シュトゥットガルト州立歌劇場管弦楽団 シュトゥットガルト州立歌劇場合唱団 演出：ヨッシ・ヴィーラー、セルジョ・モラビト | DVD: Naxos EAN:0747313559855              |